# Gunta Baško-Melnbārde
Gunta Baško-Melnbārde, née Gunta Baško le 27 avril 1980 à Olaine en Lettonie, est une joueuse lettone de basket-ball.

## Biographie
Elle remporte l'Eurocoupe avec le Dynamo Koursk en 2012.
Fin avril 2013, elle annonce son départ de Nantes pour retrouver Montpellier, finaliste du championnat 2013.
Avec Montpellier, elle remporte le premier titre de champion LFB du club en 2014 au terme d'une saison réussie (9 points (47,8% à deux points), 4,4 rebonds et 2,7 passes décisives). Elle s'engage pour la saison 2014-2015 avec Basket Landes pour remplacer Valériane Ayayi qui rejoint elle l’Hérault pour son quatrième club et sa septième saison en France.

## Clubs
| Saisons    | Équipe                                  | Pays       |
| avant 1999 | Klondaika                               | Lettonie   |
| 1999-2003  | Siena Saints (NCAA)                     | États-Unis |
| 2003-2004  | Ramat Hasharon                          | Israël     |
| 2004-2006  | Tarbes Gespe Bigorre                    | France     |
| 2006-2008  | Basket Lattes Montpellier Agglomération | France     |
| 2008-2009  | Salamanque                              | Espagne    |
| 2009-2010  | Basket Femminile Venezia Reyer          | Italie     |
| 2010-2011  | Wisła Cracovie                          | Pologne    |
| 2011-2012  | Dynamo Koursk                           | Russie     |
| 2012-2013  | Nantes-Rezé Basket 44                   | France     |
| 2013-2014  | Basket Lattes Montpellier Agglomération | France     |
| 2014-2016  | Basket Landes                           | France     |
| 2016-2017  | TTT Riga                                | Lettonie   |

## Palmarès
- Vainqueur de l'Eurocoupe 2012[2].
- Championne de France : 2014[4].